# چاه حسین (دلگان)
چاه حسین یا چاه حسینی روستایی در دهستان گنبد علوی بخش مرکزی شهرستان دلگان استان سیستان و بلوچستان ایران است.

## جمعیت
بر پایه سرشماری عمومی نفوس و مسکن در سال ۱۳۹۵ جمعیت این روستا ۶۵ نفر (۱۵خانوار) بوده‌است.